# 里の秋
『里の秋』（さとのあき）は、日本の童謡。作詞は斎藤信夫、作曲は海沼實。童謡歌手の川田正子が歌い、1948年（昭和23年）、日本コロムビアよりSPレコードが発売された。
小学校の音楽教科書に長年採用され、2007年（平成19年）、「日本の歌百選」に選ばれた。

## 概要
1945年（昭和20年）12月24日、ラジオ番組『外地引揚同胞激励の午后』の中で、引揚援護局のあいさつの後、川田正子の新曲として全国に向けて放送された。
放送直後から多くの反響があり、翌年に始まったラジオ番組『復員だより』の曲として使われた。
1番ではふるさとの秋を母親と過ごす様子、2番では出征中の父親を夜空の下で思う様子、3番では父親の無事な復員（ここでの椰子の島、船という言葉から父親は南方軍麾下の部隊にいることが窺える）を願う母子の思いを表現している。
2003年（平成15年）にNPO「日本童謡の会」が全国約5800人のアンケートに基づき発表した「好きな童謡」で第10位に選ばれた。

## 「里の秋」と「星月夜」
「星月夜」（ほしづきよ）は、斎藤信夫がまだ国民学校の教師をしていた1941年（昭和16年）12月に作られた。1番から4番までの歌詞で、後に童謡の雑誌に掲載された。太平洋戦争の始まりを報せる臨時ニュースに高揚感を覚え、その思いを書き上げたと言われている。
1、2番は「里の秋」と同じ歌詞だが、続く後半の3、4番は「父さんの活躍を祈ってます。将来ボクも国を護ります」という様な内容で締めくくられている。早速、童謡にしてもらうため海沼實に送ったものの、曲が付けられる事はなかった。
やがて終戦を迎え、海沼は放送局から番組に使う曲を依頼され、要望に合った歌詞を探して見つけたのが「星月夜」だった。そのままの歌詞では使えないと判断した海沼は、斎藤に東京まで出てくるように電報を打つ。戦争で戦う様に教えていた事に責任を感じた斎藤は、終戦後、教師を辞めていた。電報を受けた斎藤はすぐに海沼に会いに行き、「星月夜」の歌詞を書き変える作業を始めたがなかなか進まず、曲名が「里の秋」に変えられたのも放送当日だった。

## ヒットの背景
終戦当時、日本の国民のうち、外地と呼ばれる地域にいた民間人と軍人は約660万人と言われている。戦後の混乱もあって、外地の日本人との連絡は難しく、特に満州、樺太、千島列島にいた兵士や民間人は行方が分からなかった。彼らがシベリアに抑留されていると外務省が知ったのは、翌1946年（昭和21年）のAP通信であった。
引揚者らは日本への航路がある港に殺到したため、引揚げ船・復員船は常に超満員だった。運良く乗船できても、暗く狭い船倉は衛生状態も悪く、快適ではなかったらしい。
本土に上陸しても、列車内は買い出し等で大きな荷物を持った人でごった返し、列車のわきにぶら下がったり、屋根に座ったりする人が多かった。列車とすれ違う時や、SLの煙が充満したトンネル内では大変な思いであった（肥薩線列車退行事故）。また、潜水艦に船が撃沈される等、まさに命がけの引揚げであった。
引揚者を受け入れる内地は、戦火で焼けた都市部の住宅不足に加え、急激なインフレーション、物資不足、深刻な食糧難にみまわれていた。
住宅不足
1945年（昭和20年）3月10日の東京大空襲から始まる全国各都市を狙った空襲で、全国の家屋の15%が失われたと言われる。その他にも建物疎開で減っていたり、引揚者の住む住居が不足したりしていた。人々はバラックを建てたり、親戚の家に間借りして文字通り肩身の狭い思いをしていた。
インフレ
1947年（昭和22年）7月時点で、一般物価は戦前（1934（昭和9） - 1936年（11年）の平均）の65倍、米価は32倍と政府が発表。また、1946年（昭和21年）8月の厚生省の調査結果では標準家庭1ヵ月の収入504円40銭に対し、支出が844円80銭であった。
物資不足
空襲による破壊の他、外地からの供給停止、物流がうまく機能できなかった事も影響した。前年には東南海地震、三河地震という2つの大地震も発生していた。
食糧難
1945年（昭和20年）は農村の人手不足に加え、とても寒い冬で、米の収穫量が前年の68.8%と大凶作であった（収穫期には枕崎台風や大雨が被害を大きくしている）。
この時代は一日一日を生きる事に必死であり、父親が無事に帰る事が希望だった家庭も少なくなかった。
反響が大きかった事をふまえると、上記のような世相の中、「里の秋」は年の瀬の人々の心を慰めたと考えられる。